# 塔伊皮科柳山
16°13′7″S 68°1′59″W / 16.21861°S 68.03306°W
塔伊皮科柳山（Taypi Qullu），是玻利維亞的山峰，位於該國西部拉巴斯省的佩德羅多明戈穆里略省，處於良普山東南面，屬於安第斯山脈的一部分，海拔高度4,440米。